# Sandjak de Smederevo

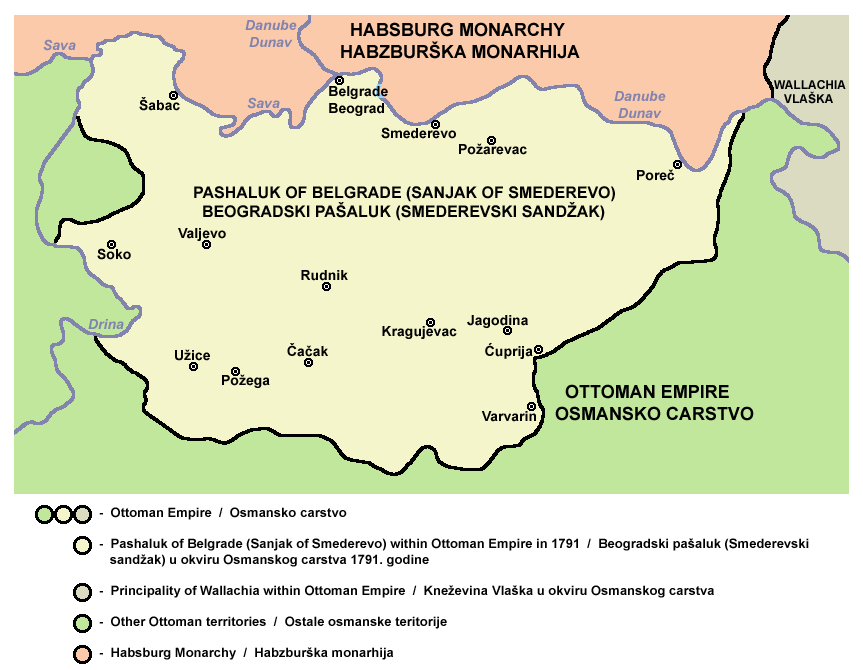
Le sandjak de Smederevo (pachalik de Belgrade) en 1791

Le sandjak de Smederevo (en serbe cyrillique : Смедеревски санџак ; en serbe latin : Smederevski sandžak ; en turc : Semendire Sancağı), également connu sous le nom de pachalik de Belgrade, était une unité administrative de l'Empire ottoman (un sandjak) qui exista entre le XVe siècle et le XIXe siècle. Il était situé sur le territoire de l'actuelle Serbie centrale, en Serbie. 

## Histoire
Le sandjak de Smederevo a été constitué après la chute du despotat de Serbie en 1459 ; son premier siège administratif fut la ville de Smederevo. Après la conquête de Belgrade par les Ottomans en 1521, le centre administratif du sandjak fut transféré dans l'actuelle capitale serbe. 
Le sandjak de Smederevo fut occupé par les Habsbourg de 1718 à 1739 mais, à la suite du traité de Belgrade, le secteur fut rétrocédé à l'Empire ottoman. Belgrade, qui avait été le centre de la région pendant la présence autrichienne, fut négligée par les Ottomans au profit de Smederevo (Semendire). Néanmoins, la ville devint par la suite un siège administratif habité par un pacha ayant le titre de vizir et le sandjak fut progressivement appelé pachalik de Belgrade, même s'il fut encore désigné sous le nom de sandjak de Smederevo dans les documents officiels. 
De 1789 à 1791, Belgrade passa à nouveau sous le contrôle des Autrichiens grâce à la rébellion serbe de la Krajina de Koča. Au début du XIXe siècle, le premier soulèvement serbe conduit par Karađorđe réussit pour un temps à chasser les Ottomans du sandjak et, après le second soulèvement serbe, la région devint définitivement le centre de la principauté de Serbie progressivement affranchie de la domination de la Sublime Porte.